# جيم بودن
جيم بودن (بالإنجليزية: Jim Bowden)‏ هو صحفي رياضي أمريكي، ولد في 18 مايو 1961 في بوسطن في الولايات المتحدة.